# Абдукадиров Калмакан Абдукадирович
Абдукади́ров Калмакан Абдукади́рович (2 квітня (15 квітня) 1903 — 30 квітня 1964) — казахський письменник (поет, прозаїк, перекладач).

## Біографічні дані
Народився у Кзил-Ординській області. Від 12 років був батраком у бая.
Був членом КПРС (від 1924).

## Творчість
Друкувався з 1925. Перша збірка віршів — «Батрак» (1928). Оспівував соціалістичні перетворення в Казахстані (збірки віршів «Темп», «Шахтар», повість «Комсомольська ланка»), героїку Великої Вітчизняної війни (збірки віршів «Клятва», «Воєнні пісні»).
Писав віршовані оповідання. Найкращі з них: «Тулемісов», «Гранат», «Гульасал». Автор дитячих книжок.
Переклав казахською мовою казки «1001 ніч».